# El perfum
|  | Aquest article tracta sobre la novel·la de Patrick Süskind; per a la versió cinematogràfica, vegeu l'article El perfum: història d'un assassí. |

El perfum: Història d'un assassí és una novel·la històrica i de terror de l'escriptor alemany Patrick Süskind, publicada el 1985 sota el títol en alemany de Das Parfum, die Geschichte eines Mörders. El llibre, dividit en quatre parts i cinquanta-un capítols, transporta el lector a un món amb el qual no està familiaritzat, «l'evanescent regne de les olors», a través del seu protagonista, Jean-Baptiste Grenouille (grenouille significa granota en francès). Amb traduccions a 49 idiomes i amb més de 20 milions d’exemplars venuts a tot el món, és un dels majors èxits de llibres entre les novel·les en alemany del segle xx. La traducció a l'anglès va ser distingida amb el premi Mundial de Fantasia del 1987.

## Trama
La trama està ubicada a la França del segle xviii, i relata la vida de Jean-Baptiste Grenouille, un assassí de dones que posseeix l'olfacte més desenvolupat del món. Captivat per les aromes de les dones més boniques, Grenouille no pot evitar assassinar-les per a obtenir d'elles, mitjançant procediments d'extracció aplicats a la perfumeria, les seves olors, amb la finalitat de fabricar-se per a si mateix el perfum més potent del món, de tal bellesa que serà capaç de manipular les emocions humanes.

## Argument
Tot comença en un dia calorós on una dona comença a patir els dolors normals d'un part. Enmig d'una parada de peix de la Rue aux Fers, en la França del segle xviii. La dona, d'uns 25 anys, ja tenia experiència en aquest àmbit perquè ja havia tingut quatre parts anteriors a aquest. Però ella volia que tot s'acabés i tornar un altre cop a la feina. No volia pas tindre al nadó. Quan va acabar tot i la criatura va sortir de dins seu, la dona es va tallar el cordó umbilical amb unes tisores i va continuar amb la feina. Encara que no se'n va sortir amb la seva, i la policia la va enxampar. Va ser jutjada i condemnada per infanticida múltiple i, dues setmanes més tard, la van decapitar a la Place de Grève.
Jean-Baptiste Grenouille es va quedar orfe, i el van donar a una nodrissa. Com que el nen menjava de forma excessiva, aquestes es van queixar que el sou no era suficient, ja que el nadó els xuclava tot el que podia. Va canviar tres cops de nodrissa, i l'última amb la qual va estar (Jeanne Bussie), es va cansar d'ell i el va portar davant les portes del convent de Saint- Merri. Ella es queixava que aquest nen no era normal i estava posseït pel dimoni. No feia l'olor que hauria de fer un nadó. I li va entregar el nadó adormit dins una cistella.
El pare Terrier es va quedar amb Grenouille, però un cop el nadó es va despertar del seu somni i va mirar al pare, aquest es va quedar glaçat. Es va adonar que Grenouille no el mirava com un nadó normal, sinó que mirava dins seu, dins la seva ànima. Grenouille tenia l'olfacte més desenvolupat que la majoria de la gent.
El pare Terrier va sentir por i se'l va voler emportar ben lluny, perquè ja no el poguessin portar un altre cop al convent de Saint- Merri.
Llavors, Grenouille va anar a parar a l'orfenat de Madame Gaillard on va viure fins als 8 anys. Grenouille va patir una sèrie d'abusos per part dels nens orfes d'allà, ja que s'adonaven de la raresa de Grenouille. Van intentar matar-lo en més d'una ocasió, ficant-li troncs i altres materials pesants damunt seu. No s'atrevien a fer-li mal directament, a tocar-lo, ja que li tenien por.
Madame Gaillard es va adonar de la raresa de Grenouille i va començar a desconfiar. El pagament anual que sempre enviava el convent de Saint- Merri no va ser enviat aquell any i Madame Gaillard se'n va atipar. Així que va portar al noi a un curtidor, Grimal, i l'hi va vendre.
Grimal el va fer treballar de valent i el noi va acabar patint l'àntrax maligne, però ell era resistent i va sobreviure. A partir d'aquí, Grimal va veure que aquest nen era valuós i va donar-li unes hores lliures pel seu bon treball.
Va ser aquí quan Grenouille aprofitava els seus moments de llibertat, per a olorar tot París. En una de les seves expedicions, va trobar-se amb una olor que el va fer tornar boig. Quan va trobar d'on provenia aquella olor, hi va trobar una nena d'uns 14 anys pelant prunes grogues. Ell, es va atansar a la noia per a olorar-la de més a prop. I en un moment de clímax la va matar.
Ningú no es va adonar que ell l'havia matada i Grenouille va tornar al seu lloc de treball sense cap represàlia.
En un encàrrec de Grimal, Grenouille va anar a parar a la casa de Giuseppe Baldini. Aquest senyor, era un perfumista conegut per tota França, però ara per ara, no li anava gaire bé. Ara tenia un competidor que li feia la guitza.
Grenouille li portava una pell que el mateix perfumista havia demanat, per tal d'acomplir un encàrrec. Grenouille, (que havia fet aquest treball de forma interessada) va intentar amb totes les seves forces que Baldini li deixés demostrar la seva valúa i que ell podia ser un gran treballador seu. Grenouille sabia que aquest home estava buscant refer un perfum 'Amor i Psique' gràcies al seu increïble olfacte. Li va demanar permís a Baldini, i va aconseguir demostrar-li el seu do. Però, el perfumista va quedar molt perplex i li va fer tornar a la seva casa, per tal de rumiar.
Finalment, Baldini va comprar a Grenouille i va passar a ser de la seva tutela.
Durant els anys que va conviure amb Baldini, Grenouille va aprendre tot el que Baldini li va poder mostrar. I l'home va fer que Grenouille li escrivís tota mena de receptes dels perfums que ell s'inventava, per tal de vendre'ls al mercat i a totes les entitats de renom. Baldini va tenir grans ingressos, ja que amb els perfums que li feia el seu deixeble tothom volia comprar sense importar el preu.
Va haver un temps en què Grenouille va voler obtindre el perfum de materials diferents tant de fusta, com de metalls i va descobrir que utilitzant els mètodes que Baldini li mostrava no podia aconseguir el que ell desitjava. Quan va adonar-se d'aquest inconvenient, ell va caure malalt. Baldini es va posar histèric, ja que perdia l'única persona que podia donar-li més riquesa i popularitat. Per aquest motiu, va manar que portessin a Grenouille a una cambra amb llit, menjar bo i un metge que va vindre particularment a visitar-lo.
Grenouille no millorava, i semblava que aquest moriria aviat. Però es va despertar i li va demanar a Baldini alguna forma per poder agafar l'olor i retenir-lo. Llavors, ell li va explicar a Grenouille que no sabia el mètode exacte, però sí que sabia on trobarlo: a la ciutat de Grassa.
Quan va escoltar aquesta valuosa informació per poder agafar el perfum i conservar-lo, Grenouille es va posar bé i va millorar ràpidament. Li va demanar a Baldini la llibertat d'anar-se'n. Baldini va acceptar, però li va demanar a canvi que li escrivís 100 receptes dels seus perfums i que no li expliqués mai a ningú el que havia fet amb ell.
A Grenouille li era absolutament igual les condicions que va posar Baldini i se'n va anar tot d'una cap a Grassa.

## Adaptacions
- L'adaptació cinematogràfica (El perfum: història d'un assassí) fou dirigida per Tom Tykwer i va ser estrenada el 14 de setembre de 2006 a Alemanya.
- La cançó "Scentless Apprentice", del grup de rock estatunidenc Nirvana, està inspirada per El perfum. Apareix a l'àlbum de 1993 In Utero. El cantant i guitarrista de la banda Kurt Cobain, sovint el descrivia com un dels seus llibres preferits.
- Es diu que el single "Du riechst so gut" de la banda alemanya Rammstein fou una mica influenciat per la novel·la.
- La cançó "Herr Spiegelmann" del grup de gothic metal portugués Moonspell conté fragments del llibre.